# Támadás Párt
A Támadás Párt (bolgárul: Партия Атака) egy párt Bulgáriában, 2005-ben hozta létre Volen Sziderov liberálisból szélsőjobboldalivá lett bolgár újságíró.
A Támadás Párt nacionalista, cigány- és törökellenes, muzulmánellenes, NATO-ellenes és EU-szkeptikus jelszavakat hangoztat, követeli a rendszerváltozás teljes menetének felülvizsgálatát. Húsz pontból álló alapokmánya értelmében Bulgária egynemzetiségű nemzetállam. A párt követeli a NATO-ból való kilépést.
Alapító tagja volt az Európai Parlament már megszűnt szélsőjobboldali frakciójának.
Egyik európai parlamenti képviselője, Dimitar Sztojanov – Volen Sziderov pártvezér feleségének előző házasságából származó fia – cigányellenes e-mail üzeneteket küldözgetett kollégáinak, nagy botrányt kavarva.

## Választási eredmények
| év     | szavazatarány | mandátumszám | szavazatszám | státusz       |
| ------ | ------------- | ------------ | ------------ | ------------- |
| 2005   | 8,14%         | 21           | 296 848      | ellenzék      |
| 2009   | 9,36%         | 21           | 395 733      | ellenzék+     |
| 2013   | 7,30%         | 23           | 258 481      | ellenzék      |
| 2014   | 4,52%         | 11           | 148 262      | ellenzék+     |
| 2017++ | 9,07%         | 27           | 318 513      | kormánypárt   |
| 2021   | 0,46%         | 0            | 12 153       | nem jutott be |

+ - kívülről támogatja a kormányt
++ - az Egyesült Hazafiak választási koalíció részeként
| év   | szavazatarány | mandátumszám | szavazatszám |
| ---- | ------------- | ------------ | ------------ |
| 2007 | 14,20%        | 3            | 275 237      |
| 2009 | 11,96%        | 2            | 308 052      |
| 2014 | 2,96%         | 0            | 66 210       |
| 2019 | 1,07%         | 0            | 20 906       |